# Vecchia Romagna
Vecchia Romagna è un brandy ideato nel 1820 come distillato di vino prodotto da uve trebbiane, prodotto a Bologna dalla distilleria Buton; la denominazione venne ideata solo nel 1939 e divenne particolarmente celebre durante gli anni sessanta e settanta del XX secolo; risulta essere il brandy più venduto in Italia nel 2018; la distilleria divenne nel 1999 di proprietà del Gruppo Montenegro S.r.l..

## Storia
Jean Bouton, erede di una famiglia francese dalla lunga tradizione nel mondo della distillazione, si trasferì a Bologna nel 1820 per fondare una distilleria in un liquorificio sperimentale. Qui fonda la Distilleria G. Buton & C., scegliendo di italianizzare il proprio nome per rafforzare il legame con la sua nuova terra. Bouton trova nelle uve dell’Emilia-Romagna l’elemento ideale per la produzione del primo brandy italiano, denominato Cognac Buton.
All’inizio del XX secolo alla guida della Buton arriva il marchese Filippo Sassoli de’ Bianchi, sotto la cui gestione il Cognac Buton ottiene diversi successi, tra cui il Gran Prix dell’Esposizione Universale di Parigi del 1900.
Nel 1939 suo figlio il conte Achille Sassoli de' Bianchi, nonostante la situazione avversa dovuta all’Accordo di Madrid, che restringe la denominazione “cognac” ai soli prodotti francesi, dimostra il suo ingegno e decide di cambiare il nome da Cognac Buton in Vecchia Romagna Buton Brandy. Nello stesso anno venne ideata anche una nuova bottiglia la cui forma triangolare diverrà una peculiarità del prodotto. La popolarità crebbe negli anni cinquanta anche grazie a una fortunata campagna pubblicitaria trasmessa durante Carosello con l'attore Gino Cervi nel 1958, il cui slogan era “Vecchia Romagna etichetta nera, il brandy che crea un’atmosfera”. Lo stesso slogan sarà ripreso varie volte nel corso degli anni con testimonial differenti.
Nel 1999 la Distilleria G.Buton & C. è stata acquisita dal Gruppo Montenegro.

## Processo produttivo
Il brandy viene prodotto a partire da una selezione di vini che vengono sottoposti a una prima fase di distillazione e successivamente lasciati riposare in botti di quercia, così che acquisiscano profumazione e gusto. Il “Metodo Vecchia Romagna” prevede tre passaggi. In primo luogo la distillazione, che combina due tecniche: quella continua “a colonna” e quella discontinua “ad alambicco” di tipo Charentais. Successivamente, il distillato invecchia in botti di legno di quercia. Infine avviene il blending con una selezione di acquaviti.
Per rispondere a queste necessità produttive, Vecchia Romagna ha inaugurato nel 1970 una nuova fabbrica denominata la “Città del Brandy”, uno spazio nel quale il distillato oltre a essere prodotto viene anche invecchiato.